# فلاديميرو فالكوني
فلاديميرو فالكوني (بالإيطالية: Wladimiro Falcone)‏ (12 أبريل 1995 بروما في إيطاليا - ) هو لاعب كرة قدم إيطالي في مركز حراسة المرمى. شارك مع منتخب إيطاليا تحت 18 سنة لكرة القدم ومنتخب إيطاليا تحت 19 سنة لكرة القدم ومنتخب إيطاليا تحت 20 سنة لكرة القدم. أما مع النوادي، فقد لعب مع نادي سامبدوريا ونادي كومو ونادي سافونا ‏.

## وصلات خارجية
- فلاديميرو فالكوني على موقع قاعدة بيانات كرة القدم.إي يو (الإنجليزية)
- فلاديميرو فالكوني على موقع Soccerway.com (الإنجليزية)
- فلاديميرو فالكوني على موقع عالم كرة القدم.نت (الإنجليزية)
- فلاديميرو فالكوني على موقع AS.com (الإسبانية)